# Konrad Elmer-Herzig

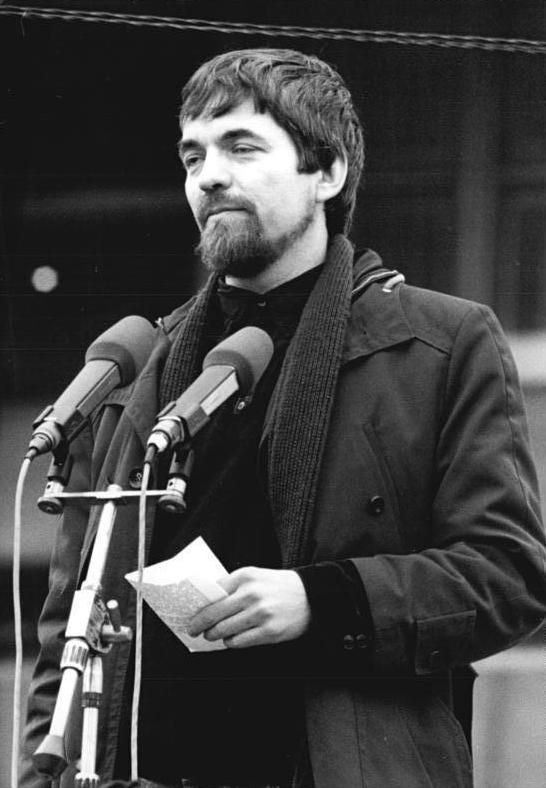
Elmer spricht bei der Berliner Großdemonstration am 4. November 1989

Konrad Elmer-Herzig (* 9. Februar 1949 in Bad Berka) ist evangelischer Pfarrer und war Gründungsmitglied der SDP in der DDR.
Die Mutter war Krankenschwester, sein Vater Forstmeister und Naturschutzbeauftragter. Als dieser es 1961 wagte vorzuschlagen, den Grenzstreifen im Biosphärenreservat Südharz schmaler zu gestalten, wurde die Familie aus dem Grenzgebiet von Sülzhayn (Südharz) nach Bleicherode (Kreis Nordhausen) über Nacht zwangsumgesiedelt.
Nach dem Abitur 1967 an der Erweiterten Oberschule in Bleicherode verweigerte Elmer den Waffendienst der Nationalen Volksarmee. Von 1968 bis 1973 studierte er Theologie an der Martin-Luther-Universität in Halle (Saale) und promovierte 1982 zum Thema: „Das Wesen der Häresie in der Sicht Karl Barths“. 1976 bis 1982 war er Kreisjugendpfarrer in Aschersleben, danach bis 1989 Studentenpfarrer in Ost-Berlin. 1989 wurde er Dozent für Philosophie und Theologie am „Paulinum“, einer Berliner Ausbildungsstätte für evangelische Pfarrer.
Am 7. Oktober 1989 leitete er die Gründungsversammlung der Sozialdemokratischen Partei in der DDR (SDP) in Schwante, deren Vorstandsmitglied er wurde, und am 5. November war er an der Gründung des Bezirksverbandes Berlin beteiligt. Seit Februar 1990 war er Vorstandsmitglied der SPD (DDR) und Leiter der Statutenkommission zur Vereinigung mit der westdeutschen SPD. Als Mitglied der Volkskammer von der Volkskammerwahl 1990 bis zur Wiedervereinigung war er Vorsitzender des Ausschusses für Bildung und Wissenschaft. Er war im Wahlkreis Frankfurt/Oder für die SPD gewählt worden.
Vom 3. Oktober 1990 bis 1994 war er Mitglied des Bundestages. Er gehörte im Oktober 1990 zu den Abgeordneten, die von der Volkskammer in den Bundestag entsandt wurden. Bei der Bundestagswahl im Dezember 1990 wurde er im
Wahlkreis Berlin-Pankow-Hohenschönhausen-Weißensee II direkt gewählt. Er war Mitglied der Gemeinsamen Verfassungskommission von Bundestag und Bundesrat (GVK). Dort versuchte Elmer einen neuen Verfassungsartikel 2a im Grundgesetz zu verankern: „Jeder ist zu Mitmenschlichkeit und Gemeinsinn aufgerufen.“ Mit dem Vertrag von Nizza fand sein Anliegen Eingang in die Präambel der Charta der Grundrechte der Europäischen Union : „Die Ausübung dieser Rechte ist mit Verantwortung und Pflichten sowohl gegenüber den Mitmenschen als auch gegenüber der menschlichen Gemeinschaft und den künftigen Generationen verbunden.“
Ab 1994 und bis zu seinem Ruhestand im Jahre 2014 war er Pfarrer an der Erlöserkirche Potsdam. Er wurde 2014 mit dem Verdienstorden des Landes Brandenburg ausgezeichnet. Sein Doppelname entstand 2002 durch die Heirat mit der Studienrätin Andrea Herzig.
Elmer-Herzig engagiert sich bei der lokalen Agenda 21 in Potsdam. 2004 gründete Elmer-Herzig zusammen mit den Potsdamer Stadtwerken (EWP) den Kirchenstromtarif mit Ökocentfonds zur Finanzierung ökologischer Projekte. Hier favorisiert er gasbetriebene Blockheizkraftwerke als die derzeit den CO2-Ausstoß am effektivsten reduzierende Brückentechnologie, die bei späterer Umstellung der Gasversorgung auf ein Biogas, das durch überschüssige Windenergie erzeugt wird, zur hundertprozentig regenerativen Energieerzeugung wird. Damit gewann die Erlöserkirchgemeinde 2010 den 1. Preis beim Klimawettbewerb des 33. Deutschen Evangelischen Kirchentages.